# Gli orsetti del cuore - Benvenuti a Tantamore
Gli orsetti del cuore - Benvenuti a Tantamore (Care Bears: Welcome to Care-a-Lot) è una serie animata televisiva in computer grafica in occasione del trentesimo anniversario degli Orsetti del cuore.
La serie è andata in onda in America sul canale The Hub dal 2 giugno 2012; in Italia viene trasmessa su Boomerang dal 10 giugno 2013 e in chiaro su Cartoonito dal 30 settembre dello stesso anno.

## Personaggi e doppiatori
| Personaggio                       | Doppiatore inglese    | Doppiatore italiano |
| --------------------------------- | --------------------- | ------------------- |
| Tenerorso (Tenderheart Bear)      | David Lodge           | Diego Sabre         |
| Allegrorsa (Cheer Bear)           | Patty Mattson         | Graziella Porta     |
| Mattacchiorso (Funshine Bear)     | Michael Sinterniklaas | Renato Novara       |
| Bestialorso (Grumpy Bear)         | Doug Erholtz          | Daniele Demma       |
| Armoniorsa (Harmony Bear)         | Nayo Wallace          | Sabrina Bonfitto    |
| Generorsa (Share Bear)            | Stephanie Sheh        | Elisabetta Spinelli |
| Meravigliorsa (Wonderheart Bear)  | Michaela Dean         | Deborah Morese      |
| Secretorsa (Secret Bear)          | Stephanie Sheh        | Chiara Francese     |
| Dolcisognorsa (Sweet Dreams Bear) | Olivia Hack           | Dania Cericola      |
| Ringraziorsa (Thanks-a-Lot Bear)  | Melissa Mable         | Daniela Fava        |

## Episodi

### Prima stagione
| n. | Titolo originale          | Titolo italiano                    | Prima TV originale | Prima TV Italia |
| -- | ------------------------- | ---------------------------------- | ------------------ | --------------- |
| 1  | Compassion – NOT          | Chi la fa, l'aspetti               | 2 giugno 2012      | 10 giugno 2013  |
| 2  | Show of Shyness           | Spettacolo a Tantamore             | 9 giugno 2012      |                 |
| 3  | Sleuth of Bears           | Il ritorno di Spaventorso          | 16 giugno 2012     |                 |
| 4  | When the Bear's Away      | Quando Tenerorso è in vacanza      | 23 giugno 2012     |                 |
| 5  | Jealous Tea               | Generorsa e' gelosa                | 30 giugno 2012     |                 |
| 6  | Shunshine                 | Mattacchiorso il migliore          | 7 luglio 2012      |                 |
| 7  | Feeling Flu               | Influenza a Tantamore              | 14 luglio 2012     |                 |
| 8  | Untruths and Consequences | Le bugie hanno le conseguenze      | 21 luglio 2012     |                 |
| 9  | Bearied Treasure          | Caccia al tesoro                   | 28 luglio 2012     |                 |
| 10 | Cheeri No                 | I preparativi per l'inverno        | 4 agosto 2012      |                 |
| 11 | The Emerald Bridge        | Il ponte Smeraldo                  | 11 agosto 2012     |                 |
| 12 | Holiday Hics              | Singhiozzi festivi                 | 18 agosto 2012     |                 |
| 13 | Sad About You             | Non è la soluzione                 | 8 settembre 2012   |                 |
| 14 | Lazy Susan                | Un magico errore                   | 15 settembre 2012  |                 |
| 15 | Share Squared             | Condividere è bello                | 22 settembre 2012  |                 |
| 16 | Bully Exposed             | Vittima di bullismo                | 29 settembre 2012  |                 |
| 17 | Over Bearing              | Mai svegliare l'orso che dorme     | 6 ottobre 2012     |                 |
| 18 | In a Flash                | Il simbolo magico di Meravigliorsa | 13 ottobre 2012    |                 |
| 19 | Welcome to Grump-a-Lot    | Brontolandia                       | 20 ottobre 2012    |                 |
| 20 | Cub Bouts                 | Le gare dei cuccioli               | 27 ottobre 2012    |                 |
| 21 | More Fun With Grumpy      | Fermarsi alle apparenze            | 3 novembre 2012    |                 |
| 22 | Beaconing for Attention   | Imparare la responsabilita'        | 10 novembre 2012   |                 |
| 23 | Night Bears               | Notti agitate                      | 17 novembre 2012   |                 |
| 24 | Holi-Stage                | Un gesto d'affetto                 | 24 novembre 2012   |                 |
| 25 | Cheering You Grump        | Fattore allegria                   | 1º dicembre 2012   |                 |
| 26 | Care Campout              | Il campeggio del cuore             | 8 dicembre 2012    |                 |